# ミッシング・パーソンズ
ミッシング・パーソンズ（Missing Persons）は、ギタリストのウォーレン・ククルロ、ボーカリストのデイル・ボジオ、ドラマーのテリー・ボジオによって、1980年にロサンゼルスで結成されたアメリカのロック・バンドである。後にベーシストのパトリック・オハーンとキーボード奏者のチャック・ワイルドを加えた。デイルの風変わりな声と奇抜なメイクは、1980年代初頭にバンドをMTVのお気に入りへと導いた。
デイルとテリー・ボジオはフランク・ザッパと一緒に仕事をしているときに出会い、1979年に結婚した。ククルロは、ザッパのアルバム『ジョーのガレージ』（1979年）に関与しているとき、このペアと出会った。オハーンはザッパのツアー・バンドの元メンバーでもあり、ワイルドは参加する前にさまざまなバンドで演奏していた。

## 初期の略歴

### 初期および『スプリング・セッションM』（1980年–1983年）
1980年、バンドはテリー・ボジオ、デイル・ボジオ、ウォーレン・ククルロからなるトリオであった。セッション・ミュージシャンによって補強されていたこのグループは、ザッパの新しいユーティリティ・マフィン・リサーチ・キッチン・スタジオで、最初のレコードである『行方不明者 (ミッシング・パーソンズ)』というタイトルの4曲入りEPを作成した。レコーディングはククルロの父親によって資金提供された。バンドはツアーを行い、EPを宣伝し、映画『女子大生課外授業/恋のランチワゴン (Lunch Wagon)』（1981年）に出演し、ロサンゼルスのライブ・ミュージック・ファンたちの間で必見のバンドとなっていった。シングル「Mental Hopscotch」は地元のラジオ局KROQ-FMで1位を記録し、自分たちで宣伝したEPは7,000枚を売り上げた。
2年間の懸命な努力により、1982年にキャピトル・レコードと契約を交わした。レーベルのサポートによって再リリースされた4曲のEPは、ドアーズのカバー「Hello, I Love You」の代わりに「おしゃべり・ワーズ! (Words)」を収録してさらに25万枚を売り上げた。この時までに、バンドはチャック・ワイルド（デビューEPのセッション・プレイヤー）とパトリック・オハーン（元フランク・ザッパ・バンドでテリー・ボジオのバンドメイト）をラインナップに加え、彼らは新しいフル・アルバム『スプリング・セッションM』（1982年）をレコーディングした。「Spring Session M」というタイトルは「Missing Persons」のアナグラムであった。アルバムには「おしゃべり・ワーズ!」と「失われた未来 (Destination Unknown)」の両EPが含まれ、ゴールドディスクとなった。
『スプリング・セッションM』は「失われた未来」「おしゃべり・ワーズ!」「Walking in L.A.」「Windows」という4枚をシングル・カットした。これらはすべてBillboard Hot 100に入ったが、42位を超えるチャートインはなかった。バンドはロサンゼルス、ニューヨーク、サンフランシスコのローカル・マーケットでかなりの成功を収めた。また「おしゃべり・ワーズ!」のミュージック・ビデオで使用されていた視覚効果は、当時としては珍しく、ケーブルテレビの新進チャンネルであったMTVで人気を博した。
ミッシング・パーソンズは、1983年にUSフェスティバルとして知られる南カリフォルニアにおける3日間のコンサートに、デヴィッド・ボウイ、プリテンダーズ、U2、スティーヴィー・ニックスとともに出演した。

### 衰退と『ライム&リーズン』（1984年–1986年）
グループはデビューを実験的なアルバム『ライム&リーズン』（1984年）でフォローアップしたが、これはコマーシャルな作風でもなく重要な成功を導くものでもなかった。「Surrender Your Heart」のビデオはピーター・マックスによってデザインされ、MTVで放送されたが、シングルとしてはHot 100に到達できなかった。チャートに反応があったのは「ギヴ!」1曲だけであった。チャック・ワイルドはこのアルバムの後にミッシング・パーソンズを脱退し、代わりのメンバーが加入することはなかった。
キャピトル・レコードは、バンドの方向性と商業的な低迷に満足していなかった。そこで、サード・アルバムのプロデュースは、パワー・ステーションのアルバムを手がけたばかりで、実績あるヒットメーカーとなっていたシックのバーナード・エドワーズに託された。その結果、1986年6月に、よりポピュラーなアルバム『カラー・イン・ユア・ライフ』がリリースされたものの、「ダンスはキライ」というマイナー・ヒットしか生み出せなかった。
1986年、『カラー・イン・ユア・ライフ』の短期間のプロモーション・ツアー中に、テリーとデイル・ボジオの間の緊張が高まったことで、ツアー、2人の結婚生活、バンド、そのすべての終焉へとつながった。

## 再結成

### 2001年–2003年
2000年後半、ウォーレン・ククルロとデイル・ボジオは再びミッシング・パーソンズの再結成について話し合い始めた。2001年5月、ウォーレンがデュラン・デュランと袂を分かった後、オリジナル・メンバーであるウォーレン、デイル、テリーからなる新しいミッシング・パーソンズが登場した。彼らに加わったのは、ロン・ポスター（ボストン・ブルーインズのホーム・ホッケー・アリーナのためのジャズ・ピアニストにしてオルガニスト）とウォーレンのベーシスト、ウェス・ウェミラー（1997年から2001年までデュラン・デュランのツアー・ベーシスト）であった。2001年7月という短期間の公式な再結成はプロモーション活動と3回のライブ・パフォーマンスで構成された。後のアルバム『Lost Tracks』（2002年）に登場するスタジオ・トラック「Dark and Dangerous Guy」と「Throw Money」がこの時期に録音されている。同アルバム収録の「Face to Face」と「Give」のライブ・パフォーマンスもこの時期のもの。プロモーション・ツアーが終了した後、テリー・ボジオはデイルとの別れに起因する未解決の問題のために再結成したバンドを再び脱退した。2004年のインタビューにおけるデイルによると、彼女への彼の別れの言葉は「それはあなたのすべてです、デイル、それは常にあなたのことです」であった。自身のウェブサイトのFAQセクションで、テリーは、自分がバンドの音楽や彼らと演奏することが好きなのに、その再結成がデイルの「不可思議さ」のために失敗したため、ミッシング・パーソンズは彼にとって「心を打ち砕くもの」であったと述べている。バンドは一時的にジェイク・ヘイデンがテリー・ボジオの代わりを務めたが、その後まもなく解散した。
2002年後半/ 2003年初頭に「ミッシング・パーソンズ・フィーチャリング・デイル・ボジオ・アンド・ウォーレン・ククルロ」が登場した。彼らは再びポスターとウェミラー、そして新ドラマーのジョー・トラヴァース（かつてククルロのソロ・バンドや、1999年から2001年までデュラン・デュランのツアー・ドラマーを担当）が参加した。このバージョンのミッシング・パーソンズは、アクセス・ハリウッド（「失われた未来」を演奏）で取り上げられ、2003年2月に3回のライブを行い、その後まもなく解散した。

### 2009年と2011年–現在
2009年、デイル・ボジオとウォーレン・ククルロは再びバンドを再結成した。この時のラインナップは、ボジオ、ククルロ、トラヴァースに、キーボード奏者のシェイラ・ゴンザレス、ベーシストのダグ・ランで構成されている。
2011年5月11日、デイル・ボジオのウェブサイトで、「デイルとウォーレンは、1982年に初めてリリースされたバンドの画期的な認定ゴールド・アルバムである『スプリング・セッションM』の30周年を見越して、素晴らしい再結成ツアーのためにミッシング・パーソンズを改編した」とアナウンスした。同じ発表で、この再結成にテリー・ボジオが加わらなかったことは「ロック・バンドは機能不全の家族のようなものであり、時にはショーがすべてのオンボードで進行できない」という言葉で説明された。このラインナップはデイル・ボジオに加えてククルロ、ベースのプレスコット・ナイルズ、ギターのパトリック・ボーレン、キーボードのフレッド・ベンジ、そしてドラムのアンディ・サネシにより構成されていた。ククルロは、2011年のショーの終了後、再びバンドを脱退した。しかしそれ以来、バンドは正式に解散していない。
2014年12月、『Missing In Action』というタイトルの新しいミッシング・パーソンズのアルバムが発表され、「ミッシング・パーソンズ・フィーチャリング・デイル・ボジオ」のクレジットが付けられた。ミッシング・パーソンズはこの時、デイル・ボジオとマルチ・インストゥルメンタリストのビリー・シャーウッドで構成されていた。シャーウッドはレコードのほとんどすべての楽器を演奏し、ほとんどのマテリアルを作曲し、プロデュースした。ボジオは歌を歌い、また2曲を共作した。
2020年3月、ミッシング・パーソンズ・フィーチャリング・デイル・ボジオのクレジットで『ドリーミング』というタイトルの新たなアルバムが登場した。このグループは、ボーカルのデイル・ボジオと、ほぼすべての楽器をプロデュースおよび演奏しているアダム・ハミルトンで構成されていた。このアルバムは主に、ママス&パパス、カーズ、ジョイ・ディヴィジョンなどの1960年代と1970年代のアーティストによる曲の徹底的に作り直されたカバーで構成されていた。ボジオとハミルトンもアルバムのためにオリジナル3曲を書いている。

### 元メンバーたちの再会
1986年以来、ウォーレン・ククルロ、テリー・ボジオ、パトリック・オハーンはお互いのソロ・プロジェクトをサポートし続けている。1980年代後半から1990年代にかけて、ククルロとボジオはオハーンのアルバムのいくつかに参加した。また、パトリック・オハーンは、アウト・トリオと呼ばれるフュージョン・グループでテリー・ボジオと共演し、ボジオは2009年3月にリリースされたウォーレン・ククルロのCD『Playing in Tongues』でフィーチャーされている。

## ソロ・キャリア
バンドの解散後、ククルロはデュラン・デュランのギタリストとして15年間にわたる最大の成功を収めた。1986年8月にオリジナル・ギタリストであるアンディ・テイラーに代わって、彼はアルバム『ノトーリアス』（1986年）と『ビッグ・シング』（1988年）に参加し、その後の世界ツアーで唯一のギタリストを務めた。1989年6月に公式メンバーとなり、グループの次の5枚のスタジオ・アルバムに参加し、ヒット・シングル「Ordinary World」と「Come Undone」の共作者となった。グループのオリジナル・メンバーによる再結成のため、2001年にデュラン・デュランを脱退した。ウォーレンはまた、デュラン・デュラン脱退前にいくつかのソロ・アルバムを録音している。その後、彼はエクスペリメンタル・ロック・バンドのChicaneryでニール・カーリルとコラボレーションした。
デイル・ボジオは、ロバート・ブルッキンズのプロデュースによる「Simon Simon」で、ビルボード・ダンス・チャートにてトップ40ヒットを記録し、「デイル」という名前でソロ・パフォーマーとして成功を収めた。彼女のアルバム『ライオット・イン・イングリッシュ』は、1988年にプリンスのペイズリー・パーク・レーベルからリリースされ、彼女のアルバム『Make Love Not War』とEP『Talk Talk』は、2010年にその関連レーベルからリリースされた。また、クレオパトラ・レコードから2007年に『New Wave Sessions』を、2014年に『Missing In Action』をリリースした。
テリー・ボジオは1987年、ミック・ジャガーやジェフ・ベックと一緒に働いた。ザ・ナックを含む、さまざまなグループやアーティストたちと、セッションまたはツアー・ドラマーとして共演してきた。アルバムや教育ビデオを複数のスタイルで録音し、非常に人気のあるセッション/ツアー・ドラマーであるだけでなく、ヨーロッパの音楽祭や世界中のドラム・クリニックで絶えず演奏している。最近では、カリフォルニアのニュー・メタル・バンド、コーンと共演し、レギュラー・ドラマーであったデイヴィッド・シルヴェリアの代わりに、無題の8枚目のスタジオ・アルバムの準備としてレコーディングを行った。
パトリック・オハーンは、自身のアルバムに加え、テレビや映画のアンビエント・インストゥルメンタル・ミュージックを担当する作曲家にしてパフォーマーとなっている。
チャック・ワイルドは、マイケル・ジャクソン、ポーラ・アブドゥル、ポインター・シスターズのアルバムでキーボードを演奏し、需要の高いセッション・プレーヤーとなった。「Liquid Mind」という名義でニューエイジと瞑想の音楽を作曲し、シンガーソングライターのセヴン・ホイットフィールドとのデジタルのみのプロジェクト『Soundtrack Of The Inner World』をリリースした。

## リイシュー（再発）
『スプリング・セッションM』は1995年にCDでリリースされ、続いて2000年に『ライム&リーズン』『カラー・イン・ユア・ライフ』がリリースされた。3回の再発にはすべて、アルバムで未リリースだったB面曲やライブ曲が含まれていた。
『Classic Masters』は、バンドの関与なしでキャピトル・レコードによって発表された、リマスターされたトラックとダンス・ミックスのコンピレーションである。
1997年から、ククルロは彼の「Missing Persons Archival Trilogy」プロジェクトの作業を開始した。最初にリリースされたCDは、1998年の『レイト・ナイツ・アーリー・デイズ』で、1981年に録音されたライブ・コンサートを収め、1980年のスタジオ・トラック「Action / Reaction」が追加された。そして「失われた未来」のTV Maniaリミックスを含む、ミッシング・パーソンズのクラシック・ナンバーをモダン・リミックスしたコンピレーション・アルバム『Missing Persons Remixed Hits』（1999年）が続いた。また、2002年に『Lost Tracks』がリリースされた。これは、ミッシング・パーソンズの5つの異なる時代のスタジオ、ライブ、リミックスを集めた非常にレアな楽曲のコレクションである。
2021年1月、バンドの最初の3枚のアルバム『スプリング・セッションM』『ライム&リーズン』『カラー・イン・ユア・ライフ』が、Rubellan Remastersとしてボーナス・トラック入りでリマスター再発された。

## メンバー

### 最新のメンバー
- デイル・ボジオ (Dale Bozzio) - ボーカル (1980年–1986年、2001年–2003年、2009年、2011年– )
- フレッド・ベンジ (Fred Bensi) - キーボード、シンセサイザー (2013年– )
- カール・ダミコ (Karl D'Amico) - ギター (2015年– )
- プレスコット・ナイルズ (Prescott Niles) - ベース (2011年– )
- アンディ・サネシ (Andy Sanesi) - ドラム (2011年– )

### 旧メンバー
- テリー・ボジオ (Terry Bozzio) - ドラム、パーカッション、キーボード、シンセサイザー、ギター、ボーカル (1980年–1986年、2001年)
- ウォーレン・ククルロ (Warren Cuccurullo) - ギター、ボーカル (1980年–1986年、2001年–2003年、2009年、2011年)
- パトリック・オハーン (Patrick O'Hearn) - ベース、シンセサイザー (1981年–1986年)
- チャック・ワイルド (Chuck Wild) - キーボード、シンセサイザー (1981年–1985年)
- ロン・ポスター (Ron Poster) - キーボード、シンセサイザー (2001年–2003年)
- ウェス・ウェミラー (Wes Wehmiller) - ベース (2001年–2003年)
- ジェイク・ヘイデン (Jake Hayden) - ドラム (2001年)
- ジョー・トラヴァース (Joe Travers) - ドラム (2002年–2003年、2009年)
- シェイラ・ゴンザレス (Scheila Gonzalez) - キーボード、シンセサイザー、サクソフォーン (2009年)
- ダグ・ラン (Doug Lunn) - ベース (2009年)
- マイケル・T・ロス (Michael T. Ross) - キーボード (2009年–2014年)
- パトリック・ボーレン (Patrick Bolen) - ギター (2011年–2016年)

## ディスコグラフィ

### スタジオ・アルバム
- 『スプリング・セッションM』 - Spring Session M (1982年)
- 『ライム&リーズン』 - Rhyme & Reason (1984年)
- 『カラー・イン・ユア・ライフ』 - Color In Your Life (1986年)
- Missing in Action (2014年) ※ミッシング・パーソンズ・フィーチャリング・デイル・ボジオ名義
- 『ドリーミング』 - Dreaming (2020年) ※ミッシング・パーソンズ・フィーチャリング・デイル・ボジオ名義

### EP
- 『行方不明者 (ミッシング・パーソンズ)』 - Missing Persons (1982年)

### ライブ・アルバム
- 『レイト・ナイツ・アーリー・デイズ』 - Late Nights Early Days (1997年)
- Live from the Danger Zone! (2008年)

### コンピレーション・アルバム
- 『ベスト』 - The Best of Missing Persons (1987年)
- Walking in L.A. (1988年)
- Remixed Hits (1999年)
- Paint World: Original Motion Picture Soundtrack (1999年)
- Classic Masters (2002年)
- Lost Tracks (2002年)

### シングル
- "Mental Hopscotch" (1982年)
- 「おしゃべり・ワーズ!」 - "Words" (1982年)
- 「失われた未来」 - "Destination Unknown" (1982年)
- "Windows" (1983年)
- "Walking in L.A." (1983年)
- 「ギヴ!」 - "Give" (1984年)
- "Right Now" (1984年)
- "Surrender Your Heart" (1984年)
- 「ダンスはキライ」 - "I Can't Think About Dancin" (1986年)
- "Color in Your Life/Go Against the Flow" (1986年)
- "Hello, Hello" (2014年) ※ミッシング・パーソンズ・フィーチャリング・デイル・ボジオ名義
- "Lipstick" (2020年) ※ミッシング・パーソンズ・フィーチャリング・デイル・ボジオ名義